# Westrumänien

Westrumänien

Westrumänien (rumänisch Vest) ist eine der acht Planungsregionen in Rumänien auf der Ebene NUTS 2. Wie andere Entwicklungsregionen hat sie keine Verwaltungsbefugnisse. Ihre Hauptaufgabe ist die Koordinierung regionaler Entwicklungsprojekte und die Verwaltung von EU-Mitteln.

## Geografie
Die Region Vest liegt im Westen des Landes. Die Region besteht aus folgenden vier Kreisen:
- Kreis Arad
- Kreis Caraș-Severin
- Kreis Hunedoara
- Kreis Timiș

## Demografie
Die Einwohnerzahl lag im Jahr 2021 bei 1.757.837 Personen auf ca. 32.000 km². 88,2 % der Bevölkerung sind Rumänen, 5,3 % sind Ungarn, 2,7 % sind Roma und 3,8 % gehören anderen Ethnien an.

### Bevölkerungsentwicklung
| Jahr             | Einwohnerzahl |
| ---------------- | ------------- |
| 1977 (Zensus)    | 2.108.917     |
| 1992 (Zensus)    | 2.111.947     |
| 2002 (Zensus)    | 1.958.648     |
| 2011 (Zensus)    | 1.828.313     |
| 2021 (Schätzung) | 1.757.837     |

## Wirtschaft
Im Jahr 2019 lag das regionale Bruttoinlandsprodukt je Einwohner, ausgedrückt in Kaufkraftstandards, bei 71 % des Durchschnitts der EU-27.